# القاهرة منورة بأهلها (فلم)
القاهرة منورة بأهلها هو فيلم تسجيلي قصير للمخرج يوسف شاهين، من إنتاج مشترك بين مصر وفرنسا سنة 1991، فيلم يمزج بين الروائي والوثائقي، وبين الخاص والعام. جاء الفيلم بتكليف من التلفزيون الفرنسي للمخرج يوسف شاهين لإصدار صورة لمدينة القاهرة. وتدور الأحداث كما يراها من وجهة نظره؛ مما يدفعه لأن يجتمع مع عدد من تلامذته ومع مجموعة من السينمائيين الذين يعملون معه دومًا للتفكير فيما سيكون عليه الفيلم، لتكون النتيجة النهائية فيلمًا يمزج بين الروائي والوثائقي، وبين الخاص والعام. تم حظر الفيلم في مصر لتصويره الواقعي للقاهرة.
منح موقع قاعدة بيانات الأفلام العربية "السينما.كوم" الفيلم درجة 6/ 10.

## طاقم الممثلين
- باسم سمرة [9] (أول أعماله السينيمائية)
- خالد النبوي
- خالد يوسف
- يوسف شاهين
- حسن العدل
- حسين الإمام
- صفاء الطوخي
- سناء يونس[10][11]

## أحداث الفيلم
يبدأ الفيلم بالمخرج «يوسف شاهين»  يركب سيارته في إحدى شوارع القاهرة حيث يلحق به شاب (الممثل والمخرج خالد يوسف), وهو خريج كلية الآداب قسم اللغة الإنجليزية ويطلب من «شاهين» أن يجد له وظيفة، ويعجب «شاهين» من الشاب الذي يطلب أن يعمل أي عمل، وإنه يرى التمثيل عمل لا يحتاج لشهادة دراسية. يطلب الشاب أن يركب مع «شاهين» سيارته إلى ميدان الجيزة، بعدما بدى له أنه لن يجد له عمل. في الطريق نجد الشاب ينزل ليسأل أحد مقاولي «الأنفار» (و هو اصطلاح يطلق على من يقوم بتجميع بعض الرجال الأصحاء لتأجيرهم في بعض الأعمال اليدوية), ويفشل الشاب في الحصول على موافقة «مقاول الأنفار» للعمل، ويعود إلى سيارة «شاهين» الذي كان ينتظره، ويبادره «يوسف شاهين» بالتعجب من رغبته في العمل كعامل يدوى باليومية (هو إصطلاح يطلق على العامل الذي يعمل ليوم واحد بأجر زهيد), ويسأله متعجبا ولماذا كان يدرس؟, ويجيب الشاب بأنه يبحث عن أي عمل ليأكل. تمر سيارة «شاهين» والشاب بجامعة القاهرة وهو يشير إلى شاب آخر «خالد النبوى» ويقول عنه أنه زعيم يسارى كان من دفعة تخرجه، بينما نشاهد «النبوى» في زى يوحى أنه زى اسلامى بالجلباب الابيض والطاقية والوشاح الأبيض حول الرأس. المشهد التالى نجد «يوسف شاهين» مع طلاب معهد السينيما وهو يسألهم: «جالي فاكس من التليفزيون الفرنساوي عايزني أعمل فيلم عن القاهرة، فكركم هما منتظرين مني أنا ايه؟» ويجيب الطلاب إجابات مختلفة. نشاهد لقطات مختلفة تمثل ماذكره الطلاب والطالبات عن المتوقع تصويره في فيلم عن القاهرة ليعرض بباريس، لقطة للاهرم واخرى لراقصة في نادى ليلى، وشوارع مزدحمة ونسمع كلمات الطلبة: «البطالة، التطرف، مياه المجارى في الشارع».
اللقطة التالية للقاهرة في الفجر بما يوحي للمشاهد إن هذا ما صوره «يوسف شاهين» ليضمنه فيلمه التسجيلى عن القاهرة، ونسمع صوت "شاهين يعلق على الفيلم باللغة الفرنسية يقول: "أحب القاهرة بعمق، وعندما تسألنى لماذا؟ تضيع منى الكلمات. أكثر الاوقات الصافية في حياتى، أكثر اللحظات المؤثرة التي عرفتها، كيف أحبها !؟ دعنى أذكر الأسباب، هل هي أسباب لم تقولها من قبل؟ شيء عاطفى؟ النيل الذي يعطى الحياة. الشمس التي تدفئك. بدون شك هي مثل عندما يحب رجل فرنسى "باريس". بالنسبة لى الموضوع ليس حب الأشياء ولكن حب الناس، أحب طيبتهم وروحهم المرحة. أكيد انهم متدينين ولكنهم غير مهوسين. بدون مجهود تجدهم يجمعوا بين الحسية الشهوانية والروحانية، هذا تزاوج بين طرفين مختلفين، يحتاج الأمر لإثنين لينشأ حب أو ربما أكثر، والإ كيف لى أن أحب 22 مليون؟ عاصمة باكملها. أحب هولاء الذين يضموا الآخرين إلى حياتهم، ناس تشترك في مساحة ضيقة، ويتعلموا كيف يتعاملوا مع الآخرين ويفهموهم، والأهم من ذلك يحبوهم".
تأخذنا المشاهد التالية للقاهرة وهي تستيقظ في الصباح الباكر مع صوت المذياع وبرامج الإذاعة المصرية الصباحية المعتادة والمعروفة منذ سنوات مضت. لقطات لمن تنشر ملابس على حبل بيت فقير، بائعي الخضروات، طفل يطلب من جده الخروج من الحمام لإنه يريد دخول الحمام ليسرع إلى مدرسته، وأم «سناء يونس» تدعو الأبناء والزوج والجد للإفطار الفقير في غرفة ضيقة، ولا يلحق بالإفطار أحد الأبناء ويسارع لمدرسته لتنادى عليه الام لتناوله (ساندوتش). مشاهد لأسواق في صباح القاهرة مع أغنية (الاستوك) في الخلفية. مشهد لشاب يتابع ميكانيكى يقوم بإصلاح سيارته وينصح الشاب بشراء سيارة جديدة أو السفر إلى بلاد الخليج، ويتوعده الشاب بأن يشكوه للحاج صاحب الورشة، بينما يقول الميكانيكى إن الحاج نائم في هذا الوقت إستعدادا لإنتخابات البرلمان. تظهر فتاة تقول انها تسكن في مكان سيتم هدمه لبناء مبانى جديدة، ويظهر الممثل «حسين الامام» ليعلق بأن السكن في بعض الأماكن كأنك لست في مصر تماما، فأنت في الدور 23 وترى الناس كالنمل وسعر الشقة يدفع بالدولار.
يظهر في المشهد التالى شاب «حسن العدل» يهاجم أبوه الفلاح ويسخر من زراعته لأرضه حيث أن كل مايمكن أن يزرعه نستورده، ويدعوه لبيع الأرض لكسب مال يجعله على (وش الدنيا), ثم لقطات لأراضي زراعية تدق بها أعمدة من الخرسانة لتتحول إلى مبانى.
قادم من الريف المصري رجل وزوجته وأطفاله فيما يشبه هجرة داخلية إلي القاهرة، ذاهبا إلي أخيه الشاب «خالد السمرة» وزوجته الجميلة، ليقيم معه.
نعود إلى الشاب «خالد يوسف» يبحث عن عمل كميكانيكى، ونسمع نشرة الاخبار عن طائرات تحلق فوق بغداد أثناء عملية «عاصفة الصحراء» لتحرير الكويت من العراقيين. وفي منطقة وسط المدينة يتابع الشاب فتاة جميلة بحسرة، وسيدة مسنة تحاول إغواءه، وأيضا رجل مسن، وعلى الجانب الآخر من الشارع يتابعه بنظره الشاب الملتحى «النبوى». مشهد لفرش الإرض بالسجاد لصلاة الجمعة، وحوار بين «شاهين» ورجل ملتحى يعمل معه عن دفع سيارته لإخلاء مكان لصلاة الجمعة وتسليم مفاتيح السيارة لصاحب محل قريب إسمه «جرجس» وعندما يذهب «شاهين» لأخذ مفاتيح سيارته، يبادره «جرجس» قائلا: «يوم الجمعة ده بيبوظ أعصابى», ويرد «شاهين»: «ويوم الاحد بيبوظ أعصاب سيدنا الشيخ». وتدور الكاميرا بين محلات وسط البلد، ودور العرض والشاب «خالد يوسف» يشاهد فيلم «قضية سميحة بدران» وحوار بين «نبيلة عبيد» و «يوسف شعبان» حيث تسأل «نبيلة» عن فائدة القيم والمبادئ والأخلاق ويجيب «شعبان» بإن هذه أشياء إخترعها الأغنياء ليخدعوا بها الفقراء. زحام الشوارع مع صوت «أم كلثوم» تغنى «سلمت لك أمرى يا ربى», وعلى المقهى يجلس الرجال صامتين وبينهم «شاهين» يدخن الشيشة، الرجال صامتين. وتعود الكاميرا للشاب «خالد السمرة» وقد وضع في بيته الصغير جدا ملاءة سرير ليعزل نفسه وزوجته الجميلة في ملابس النوم، عن أخيه القادم من الريف مع عائلته تشاهد التلفزيون. في الفجر «السمرة» يملأ دلوا  بالماء بحمامات ملحقة بمسجد ليستحم، وصوت مذيعة الأخبار تقرأ تفاصيل مظاهرة لطلاب جامعة القاهرة احتجاجا على تدخل جيوش الولايات المتحدة في العراق، وتصدى قوات الأمن بإطلاق قنابل الدخان على المتظاهرين، ونعود للمسجد والشاب «خالد النبوى» بعد الوضوء يجلس إلى مجموعة من الشباب ليقول: «احنا بنعيش في جاهلية», ويتلو بعض من آيات القرآن. ينهض الشباب إلى «يوسف شاهين» بعد أن نسمع صيحته للمصور «كت» ويسألوه: «معقول؟ يعنى كويس؟» ويجيب «شاهين»: «ده اللى شايفه», «فركش يا ولاد».

## استقبال الفيلم
ثارت ضجة كبيرة في الصحافة المصرية عندما عرض«يوسف شاهين» الفيلم في مهرجان "كان" عام 1991 من دون أن يمر على الرقابة المصرية، فقد ذهبت نسخة الفيلم مباشرة من التلفزيون الفرنسي (وهو الطرف المشارك في الإنتاج) إلي المهرجان.
كتب «شريف رزق» في صحيفة «المصري اليوم» أن «يوسف شاهين» في فيلم (القاهرة منورة بأهلها) يحكي عن القاهرة كما هي لا كما يُحب أن يراها المسؤولون. موقع شركة «أفلام مصر العالمية» كتب عن الفيلم انه يمزج  بين النوعين، التسجيلي والروائي، لتقديم صورة للقاهرة، تلك العاصمة الصاخبة التي تُعد مركزًا رئيسيًّا في العالم العربي. إن مشهد القاهرة الذي يظهر هو خليط فوضوي من الفقر، والإزدحام، والترف، وزيادة التعصب الديني... بما يسفر عن مشهد شديد الإختلاف يُذكرنا بعصر الصمت «سيمفونيات المدينة» وروما فلليني. «أندريا جيبونز» على موقعها «رايتنج سيتيز» علي الإنترنت كتبت: «أكثر ما أحبه هو إنعكاس شاهين على القاهرة، حبه للمدينة - لكن المدينة فوق كل سكانها. يتحدث عن حبه لهذا الشعب، وشخصيتهم وكيف أن وجودهم في الأماكن الحضرية الضيقة الصغيرة تعلمهم كيف يتعايشون». موقع «سينيما الزاوية» على الإنترنت (تم إطلاق الموقع في مارس 2014 كواحدة من أولى مواقع السينما في مصر، بهدف سد فجوة تشتد الحاجة إليها في المشهد السينمائي والثقافي في القاهرة) كتبت أن الفيلم يركز على جوانب الحياة المختلفة في القاهرة. الموقع الالمانى «معهد الفن السينيمائى والفيديو» كتب أن الفيلم سيمفونية كلاسيكية ورائعة للقاهرة.
من الجدير بالذكر أن المخرج «يوسف شاهين» حصل من مهرجان «كان» على جائزة “السعفة الذهبية” تقديرا لمجمل أعماله في السينما.

## مشاكل يعرضها الفيلم
الفقر – ازدحام الشوارع – ضيق المساكن – الاغانى الهابطة – الحاجة للسفر إلى الخليج – دخول أرباب الأعمال اليدوية للبرلمان – هدم المساكن الفقيرة القديمة لبناء مساكن فاخرة – عدم رؤية الاغنياء للشارع - تحويل الأراضي الزراعية إلى سكنية – الهجرة الداخلية – البطالة - عمل المتعلمين في غير مجالاتهم – ثورة الجامعيين – عدم قدرة الشباب على الزواج – التطرف – تغيير الاتجاهات السياسية للشباب – عدم قبول الآخر

## وصلات خارجية
- القاهرة منورة بأهلها (فيلم)
- القاهرة منورة بأهلها (فيلم)
- القاهرة منورة بأهلها (فيلم)
- https://elcinema.com/work/1125916
- https://www.imdb.com/title/tt0442752/ القاهرة منورة بأهلها (فيلم)
- https://mubi.com/films/cairo-as-told-by-youssef-chahine القاهرة منورة بأهلها (فيلم)
- https://www.allocine.fr/film/fichefilm_gen_cfilm=6753.html القاهرة منورة بأهلها (فيلم)
- https://letterboxd.com/film/cairo-as-told-by-youssef-chahine/ القاهرة منورة بأهلها (فيلم)
- https://www.rottentomatoes.com/m/cairo_as_seen_by_chahine القاهرة منورة بأهلها (فيلم)